# Elisabeta Rizea
 (décembre 2017).
Elisabeta Rizea (28 juin 1912 - 6 octobre 2003) est une maquisarde anticommuniste roumaine dans les monts Făgăraş. Après la révolution roumaine de 1989, elle est devenue le symbole de la résistance roumaine anticommuniste.

## Biographie
Elisabeta Rizea naît à Domnești, un village du județ d'Argeș, dans les Alpes de Transylvanie. Elle appartient à une famille de paysans qui vivent sur des terres qu’ils cultivent. Après la Seconde Guerre mondiale, alors que l’armée soviétique a imposé en Roumanie un gouvernement communiste, les paysans doivent abandonner leurs terres afin qu’on y aménage une agriculture collectiviste. Pour s’y opposer, Elisabeta Rizea et son mari rejoignent un maquis anticommuniste, Haiducii Muscelului (Les haïdouks de Muscel), dirigé par le colonel Gheorghe Arsenescu. Au sein du groupe, on lui confie comme tâche de fournir de la nourriture et du matériel.
Après avoir été capturée par la milice roumaine en 1952, elle est déclarée « duşman al poporului » (« ennemie du peuple ») et condamnée à mort pour avoir refusé de livrer des informations sur d'autres partisans. Finalement, sa peine est commuée à sept ans de prison. Lorsqu’Arsenescu est arrêté en 1961, elle voit sa peine prolongée de 25 ans, mais trois ans plus tard, en 1964, elle est libérée à l’occasion d’une amnistie générale.
Pendant ses douze années passées en prison, elle est soumise à diverses formes de torture : elle est suspendue par les cheveux à un crochet et battue, jusqu’à ce qu’elle s’évanouisse en raison de côtes cassées. Elle est aussi scalpée, brûlée et battue avec une pelle. À sa sortie de prison, elle n'a plus de cheveux et ne peut plus marcher, ses genoux ayant été détruits par la torture.

## Héritage
On connaît son histoire après une interview de Lucia Hossu-Longin (ro) dans le documentaire de 1992 Memorialul Durerii (en). Dans un sondage mené en 2006 par la télévision roumaine pour désigner les « plus grands Roumains de tous les temps », elle arrive en 58e position.
Au début du XXIe siècle, elle est considérée comme une « résistante anticommuniste emblématique de la Roumanie ».